# Die weißen Jungfrauen
Die weißen Jungfrauen oder „die weißen Mädchen“ (dänisch (to) Hvide Jomfruer oder De hvide piger) sind zwei etwa 2,0 m hohe Bautasteine, die in Råkilde-Ellidshøj bei Aalborg in Himmerland in Nordjütland in Dänemark am Rand des Råkilde skov, westlich der Landstraße stehen.

## Legende
Sie tragen der Legende nach diesen Namen, um an zwei Jungfrauen aus Råklide zu erinnern, die sich entweder gegenseitig töteten oder Suizid begingen, weil sie denselben Mann liebten. Eine Überlieferung besagt, dass beide von ihm verführt wurden – eine andere überliefert, dass die Steine an zwei Jungfrauen erinnern, die unschuldig hingerichtet wurden. Die Legende besagt auch, dass es dem schlecht ergeht, der versucht, die Steine zu zerstören. 1920 errichtete ein Mann in Ellidshøj ein neues Gebäude, und es fehlten Steine. Er dachte an „die beiden Mädchen“ und ging hin, um sie zu bearbeiten. Vom Pfarrer gewarnt gab er seine Arbeit auf, starb aber kurz darauf.
Die Bewohner des Råkildegård (Hof) sorgen dafür, dass die Monolithen jedes Frühjahr weiß getüncht werden, denn wenn dies vernachlässigt wird, würde dies Pech auf dem Hof bringen, oder Råkildegård würde sogar abbrennen.